# إلاريا ساند
إلاريا ساند (بالإنجليزية: Ellaria Sand)‏ هي شخصية خيالية ظهرت في سلسلة روايات الخيال الملحمية أغنية الجليد والنار للمؤلف الأمريكي جورج آر. آر مارتن ومسلسلها التلفزيوني صراع العروش، حيث جسدت دورها الممثلة أنديرا فارما.
ظهرت إلاريا لأول مرة في الرواية الثالثة عاصفة السيوف (2000). ولم يُذكَر اسمها إلا في رواية وليمة للغربان (2005)، لكنها عادت في رواية رقصة مع التنانين (2011). وهي عشيقة أوبرين مارتِل وأم العديد من بناته غير الشرعيات، أفاعي الرِّمال. وبعد وفاة عشيقها في مبارزة على يد السير جريجور كليجاين، دخلت في حالة من الحزن الشديد، رغم أنها دفعت شقيق أوبرين دوران مارتِل للمطالبة بالسلام، والسعي إلى وضع حد لدائرة الانتقام.
في النسخة التلفزيونية، تم دمج قصتها قليلاً مع قصة ابنة أخت أوبرين، آريان مارتِل، التي تسعى إلى إقناع دورن بالذهاب إلى الحرب ضد آل لانستر بسبب جرائمهم ضد آل مارتِل. ومع ذلك، وعلى النقيض تمامًا من آريان، تم تصوير إلاريا كقاتلة قاسية وانتقامية تسعى إلى قتل مارسلا باراثيون البريئة، بدلاً من تتويجها لمعارضة سيرسي وتومن، ثم تقتل عائلة أوبرين المتبقية حتى تتمكن من الاستيلاء على السلطة في دورن. قوبل هذا التغيير باستقبال نقدي سلبي.